# 阿拉东
阿拉东（法語：Arradon，法語發音：[aʁadɔ̃]）是法国莫尔比昂省的一个市镇，位于该省南部，省会瓦讷西南部，属于瓦讷区。

## 地理
阿拉东（47°37'32"N, 2°49'24"W）面积18.49 平方千米，位于法国布列塔尼大區莫尔比昂省，该省份为法国西北部沿海省份，位于布列塔尼半岛南部，北起阿摩尔滨海省、西接菲尼斯泰尔省，南濒大西洋，东南接大西洋卢瓦尔省，东临伊勒-维莱讷省。
与阿拉东接壤的市镇（或旧市镇、城区）包括：普莱朗、瓦讷、巴当。

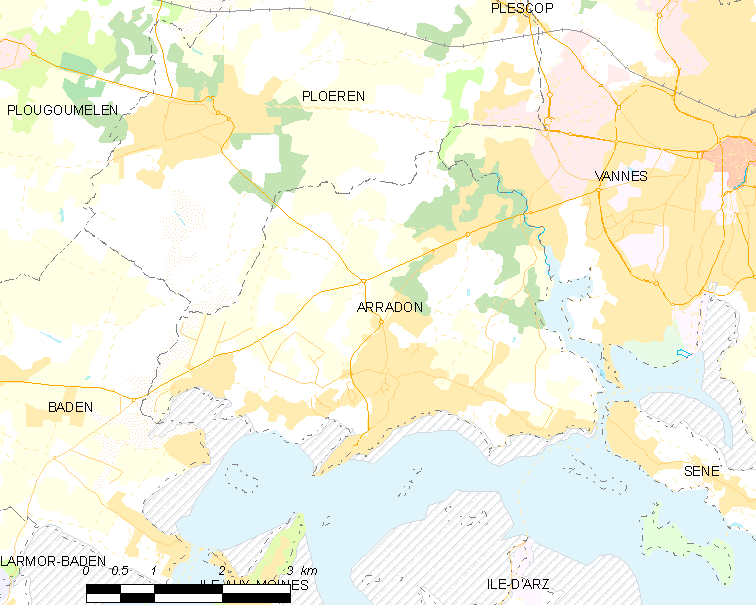
阿拉东的OSM定位图

阿拉东的时区为UTC+01:00、UTC+02:00（夏令时）。

## 行政
阿拉东的邮政编码为56610，INSEE市镇编码为56003。

## 政治
阿拉东所属的省级选区为瓦讷第二县。

## 人口

1962-2008年间阿拉东人口变化图示

阿拉东于2022年1月1日时的人口数量为5820人。